# Musica antica
shall all your cares beguile»

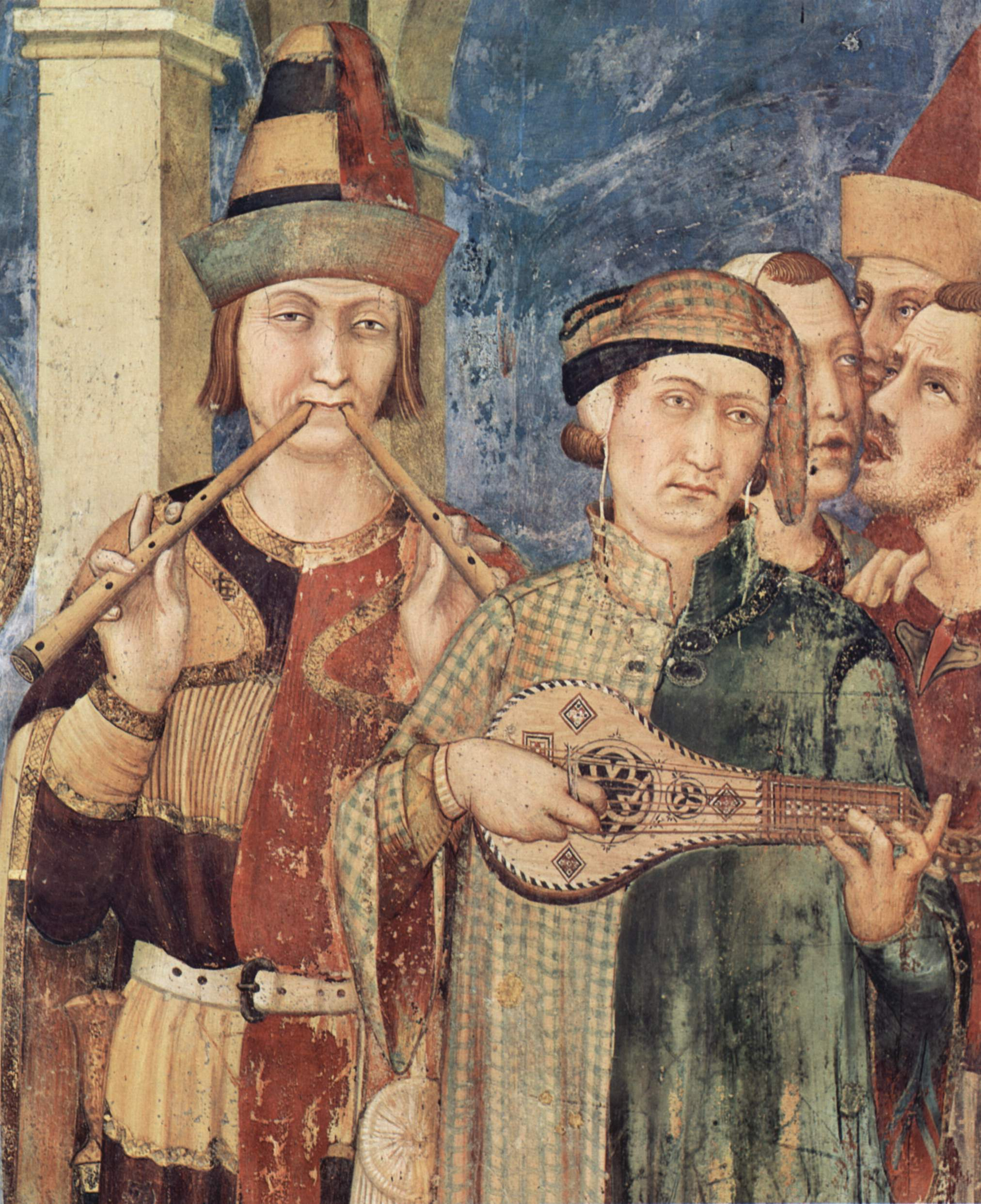
Suonatori nel XIV secolo in un dipinto di Simone Martini (1322)

distragga ogni vostro tormento»
(John Dryden, Oedipus, a Tragedy (1679), musica di Henry Purcell)
Per musica antica si intende generalmente la musica colta composta in Europa tra il Medioevo ed il Rinascimento; frequentemente, soprattutto nell'area anglosassone (dove il concetto di early music è nato), si include in questo termine anche la musica del XVII secolo e della prima metà del XVIII. La "musica antica", tuttavia, non è una categoria storico-musicale, dato che copre un arco di secoli non ben definito, e una produzione molto vasta ed eterogenea: si è inteso con questo nome, a partire dalla seconda metà del XX secolo, l'insieme delle musiche di cui si era interrotta da secoli la tradizione esecutiva.
Ciò che ha inizialmente distinto la "musica antica" nell'ambito della "musica classica" (in senso lato) è quindi il fatto che la sua esecuzione moderna si basa sull'impiego di strumenti musicali "storici" e su una ricerca musicologica che attinge direttamente alle fonti originali. Negli ultimi anni, essendosi succedute diverse generazioni di musicisti nella riscoperta della musica antica, anche per questa si può parlare ormai di una "tradizione esecutiva" (seppure non risalente all'epoca delle composizioni), oggetto di insegnamento nelle normali sedi accademiche; tuttavia, la formazione e l'approccio interpretativo dei musicisti specializzati in musica antica presentano tuttora molti elementi distintivi, che risultano evidenti nelle loro esecuzioni.

## La riscoperta della musica antica
La riscoperta del repertorio barocco e pre-barocco ha sporadici ma significativi precedenti nel XIX secolo e anche nel secolo precedente. Già nel 1726 fu costituita a Londra la Academy of Ancient Music, con lo scopo di coltivare lo studio del repertorio polifonico del XVI secolo. La stessa Accademia assicurò il mantenimento in repertorio delle opere dei maggiori compositori barocchi (in primo luogo Händel, ma anche Corelli, Pepusch e Pergolesi). Nel 1829 ebbe luogo a Berlino la celebre esecuzione della Passione secondo Matteo di Bach, sotto la direzione di Felix Mendelssohn. Tuttavia, nel riportare in vita partiture risalenti a cent'anni prima, non fu seguito un approccio "filologico":
(Nikolaus Harnoncourt)
Nell'ambito della musica liturgica, la benedettina Abbazia di Solesmes diede inizio attorno al 1840 ad un'opera sistematica di riforma della tradizione esecutiva del canto gregoriano, con la volontà di riportarlo alla sua originale dimensione di canto monodico non misurato, in contrasto con la pratica, affermatasi già a partire dal XVI secolo, di eseguire i canti liturgici secondo una rigida scansione ritmica e con l'accompagnamento di un basso continuo.

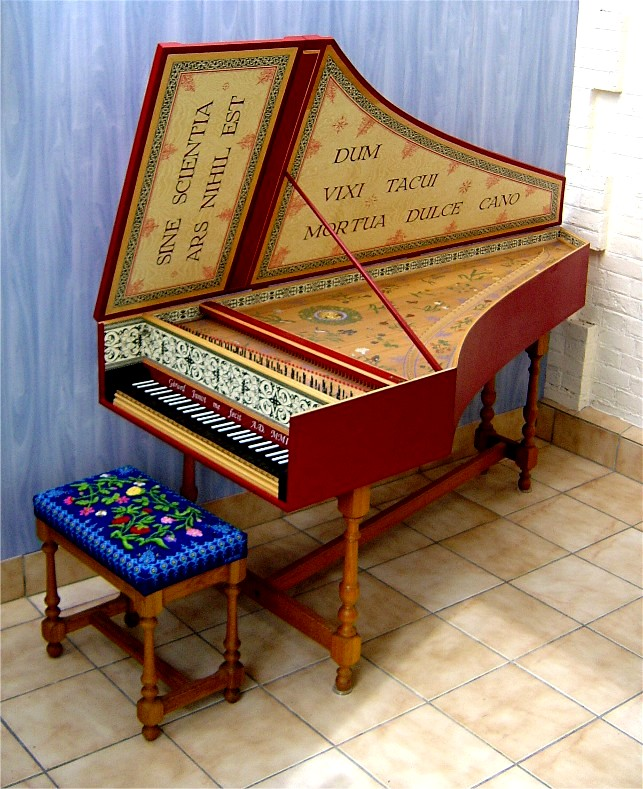
Clavicembalo in stile fiammingo, di costruzione moderna. La ricostruzione degli strumenti antichi è uno degli elementi caratterizzanti nella ricerca della fedeltà storica in campo esecutivo.

La ricostruzione della prassi esecutiva storica è invece l'elemento caratteristico del movimento iniziato verso il 1890 da Arnold Dolmetsch, a Londra. Il saggio di Dolmetsch The Interpretation of the Music of the XVII and XVIII Centuries(1915) si può considerare l'atto di avvio del movimento dell'early music nel XX secolo. Oltre allo studio interpretativo e stilistico, nell'opera pionieristica di Dolmetsch ebbe largo spazio la ricostruzione degli strumenti barocchi, in particolare la riscoperta del flauto dolce e della viola da gamba. Allo stesso Dolmetsch si deve l'introduzione del concetto di authenticity che è stato per lungo tempo la parola-chiave per i cultori della musica antica. Questo concetto, che implicitamente bollava come "infedele" la lettura del repertorio barocco da parte delle orchestre e dei solisti formati nel solco della tradizione ottocentesca, sollevò fin da quegli anni vivaci polemiche. Di fatto, proprio l'approfondimento delle conoscenze storiche ha spesso mostrato i limiti di validità di alcuni dei paradigmi inizialmente formulati in nome dell'autenticità. Per quanto utopistica ed elitaria, tuttavia, proprio la forte contrapposizione alla prassi di impronta tardo-romantica ha potenziato l'impatto innovativo del movimento dell'early music.
Negli stessi anni, Wanda Landowska riproponeva per la prima volta l'esecuzione sul clavicembalo delle opere del XVIII secolo (in particolare le Variazioni Goldberg di Bach). La stessa Landowska scrisse nel 1909 il trattato Musique ancienne, e fondò in Francia nel 1925 una École de Musique Ancienne; la guerra la costrinse ad abbandonare nel 1940 la scuola, e successivamente a trasferirsi negli Stati Uniti. Le scelte stilistiche e tecniche di Wanda Landowska furono caratterizzate da una grande libertà interpretativa e da una significativa contiguità con la rilettura e appropriazione del repertorio antico da parte della corrente neoclassicista del primo novecento.

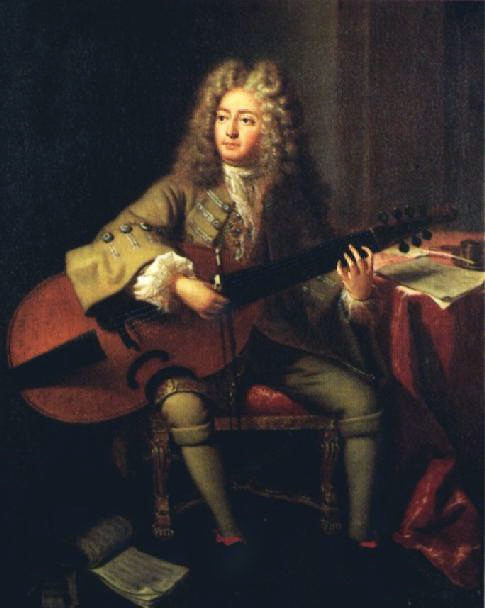
Il violista e compositore francese Marin Marais (1656-1728), ritratto da André Bouys nel 1704. Il travagliato rapporto di Marais con il suo maestro M. de Sainte Colombe (e con la figlia di questi) fu l'oggetto del romanzo Tutte le mattine del mondo di Pascal Quignard, da cui fu tratto l'omonimo film di Alain Corneau (1991). L'enorme successo del film, la cui colonna sonora includeva brani di Marais, di Sainte Colombe e di altri autori nell'esecuzione del violista e direttore catalano Jordi Savall, segnò in Francia un grande aumento dell'interesse per la musica antica presso il grande pubblico.

Il primo centro di insegnamento e ricerca consacrato alla musica antica, secondo il nuovo spirito "filologico", fu la Schola Cantorum Basiliensis, fondata nel 1933 da Paul Sacher e dal violista August Wenzinger. Nel 1946 fu fondata in Inghilterra la Galpin Society, dedicata allo studio e alla ricostruzione degli strumenti antichi..

### Il concetto di «esecuzione storicamente informata»
Dopo la seconda guerra mondiale, e segnatamente negli anni sessanta-settanta, la riscoperta della musica antica interessò, oltre all'Inghilterra (con le figure dominanti di Alfred Deller, Christopher Hogwood, John Eliot Gardiner, Trevor Pinnock e David Munrow) e all'America (con William Christie), soprattutto l'area belga-olandese (con Gustav Leonhardt, Ton Koopman, Frans Brüggen e Anner Bijlsma nei Paesi Bassi, e René Jacobs, Philippe Herreweghe e i tre fratelli Sigiswald, Wieland e Barthold Kuijken nelle Fiandre belghe) e l'Austria (con Nikolaus Harnoncourt e René Clemencic). Contributi significativi alla riscoperta della musica medievale vennero inoltre da Konrad Ruhland, Andrea von Ramm, Thomas Binkley, Paul Hillier e altri. Nel campo della musica vocale emersero negli stessi anni i primi cantanti specializzati nel repertorio antico: fra questi, oltre ad Alfred Deller, i controtenori Paul Esswood e James Bowman, il tenore Nigel Rogers e il soprano Emma Kirkby.
In quei decenni, lo "stato dell'arte" nel campo delle ricerche dalla prassi esecutiva storica trovò espressione nel manuale di Robert Donington A Performer's Guide to Baroque Music, che faceva seguito al più voluminoso The Interpretation of Early Music dello stesso autore. Fra gli esempi più illustri e influenti di esecuzioni "con strumenti antichi" di quegli anni si possono annoverare l'incisione integrale delle cantate di Bach realizzata fra il 1971 e il 1990 dai direttori d'orchestra Nikolaus Harnoncourt e Gustav Leonhardt, e l'incisione dei concerti dell'op. 8 Il Cimento dell'Armonia e dell'Inventione di Antonio Vivaldi da parte del Concentus Musicus Wien diretto da Harnoncourt (1977). Nel 1973 fu fondata la rivista Early Music, pubblicata dalla Oxford University Press, tuttora considerata la più autorevole del settore e che, fin dai suoi esordi, è stata un punto di riferimento tanto per i musicologi quanto per gli esecutori.
Nel corso degli anni ottanta e novanta si sono moltiplicati progressivamente in tutta Europa, negli Stati Uniti d'America e in Giappone i complessi vocali e strumentali specializzati nei vari aspetti di questo vasto ambito musicale, sono nate riviste specializzate, festival e stagioni concertistiche, e un mercato discografico specifico. Le conoscenze in campo interpretativo, organologico e tecnico si sono notevolmente accresciute, permettendo di archiviare la fase pionieristica in cui qualunque cosa veniva eseguita con flauto dolce, clavicembalo e viola da gamba. Il concetto di esecuzione storicamente consapevole ha preso il posto di quello di autenticità, ed è stato applicato anche al repertorio classico e romantico. Diversi interpreti hanno esplorato nelle loro esecuzioni i rapporti fra la musica medievale europea e tradizioni musicali di origine extra-europea, particolarmente la musica arabo-andalusa; sono anche state proposte suggestive commistioni fra musica antica e musica contemporanea.
Rispetto agli "anni ruggenti" (settanta-ottanta) si osserva oggi un cospicuo innalzamento del livello professionistico medio in questo repertorio, ma parallelamente si osserva una riduzione - fin quasi alla scomparsa - della pratica amatoriale della musica antica, che era stato un elemento caratterizzante del movimento fin dai tempi di Dolmetsch.

## Notazione ed esecuzione
Secondo Margaret Bent (1998), la notazione della "musica antica":
(Margaret Bent)

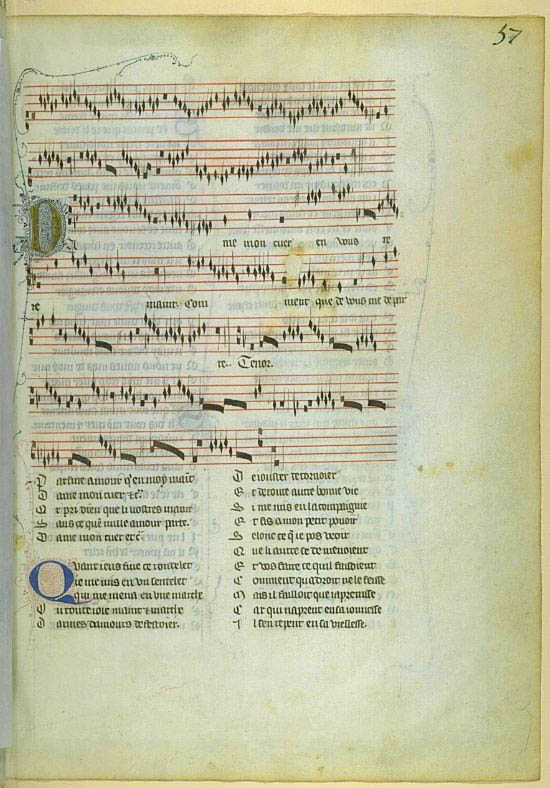
Manoscritto contenente musica di Guillaume de Machaut, XIV secolo, in notazione mensurale nera.

La notazione musicale moderna (stabilizzatasi nel XIX secolo) fornisce un'indicazione precisa dell'altezza e della durata delle note, della misura della battuta, della velocità a cui deve essere eseguita la musica, degli strumenti a cui è destinata, e - nel caso della musica vocale - della corrispondenza fra note e sillabe del testo. Per quanto l'interpretazione del singolo esecutore abbia comunque un certo margine per quanto riguarda gli effetti dinamici (che sono indicati, ma solo qualitativamente) e di fraseggio, i brani scritti secondo queste convenzioni di notazione lasciano poche incertezze in merito all'effetto musicale inteso dal compositore.

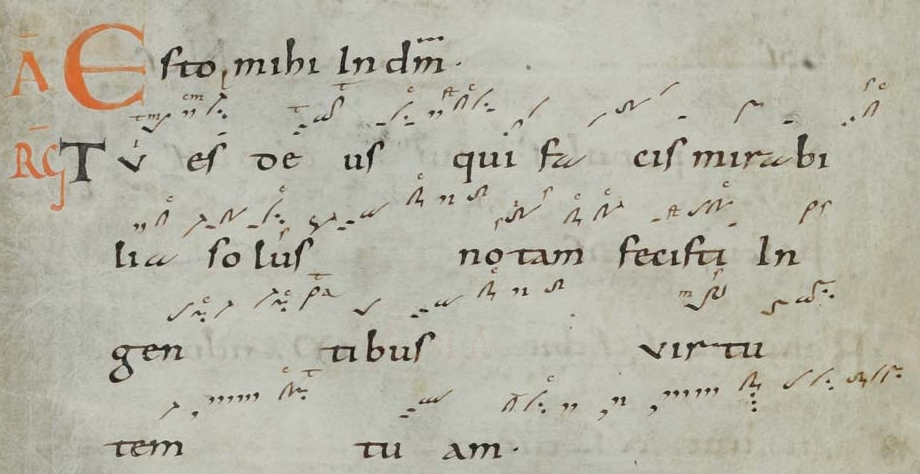
La notazione sangallese del Codex Sangallensis 359 (X secolo.

Se si considera la musica scritta nei secoli precedenti, viceversa, le fonti originali manoscritte riportano meno indicazioni quantitative.
Le fonti più antiche, per quanto riguarda la musica europea occidentale di epoca medievale (a partire dall'VIII secolo), usavano notazioni neumatiche di tipo adiastematico, di cui la notazione sangallese e quella metense sono le più rappresentative. Queste notazioni non volevano fornire informazioni sull'altezza dei suoni o sugli intervalli, visto che la melodia veniva tramandata mnemonicamente da maestro a discepolo, ma offrivano precise e dettagliate indicazioni ritmiche. 
Oggi, la ricostruzione e l'esecuzione di queste musiche richiede competenze musicologiche e paleografiche molto specifiche e approfondite, e si basa in larga misura sul confronto fra diverse fonti coeve e con fonti posteriori, che tuttavia lasciano ampio spazio a interpretazioni anche divergenti. 
Nelle moderne edizioni di canto gregoriano, come nel Graduale Triplex, queste notazioni vengono riproposte per una comparazione sinottica.
Nell'XI secolo compare nei manoscritti la notazione quadrata, che permette di denotare l'altezza delle note, ma non fornisce indicazioni di tipo ritmico. Con la comparsa della polifonia (XII - XIII secolo) entrano gradualmente in uso diverse convenzioni per l'indicazione della durata delle note. In compenso, nella notazione mensurale che si stabilizza nel corso del XV secolo (e ancor più con l'introduzione della stampa a caratteri mobili nel XVI secolo) l'indicazione della corrispondenza fra note e sillabe del testo cantato diventa assai meno precisa. Fino al XIV secolo la musica trascritta nei codici è esclusivamente vocale: gli strumenti, che compaiono in abbondanza nell'iconografia, potevano essere occasionalmente usati per accompagnare le voci, ma la musica strumentale propriamente detta (tipicamente destinata alla danza) inizia ad essere conservata nei manoscritti solo a partire dal XIV secolo; la musica per strumenti melodici (che potevano essere indifferentemente strumenti a corde o a fiato, come risulta dall'iconografia) utilizza la notazione della musica vocale, mentre per la musica destinata a strumenti a tastiera (l'organo, e successivamente clavicembali e clavicordi) si sviluppano notazioni apposite dette intavolature.

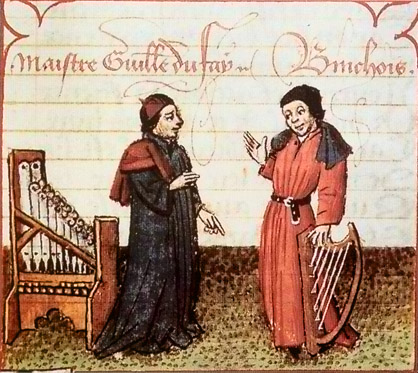
Guillaume Dufay e Gilles Binchois (XV secolo).

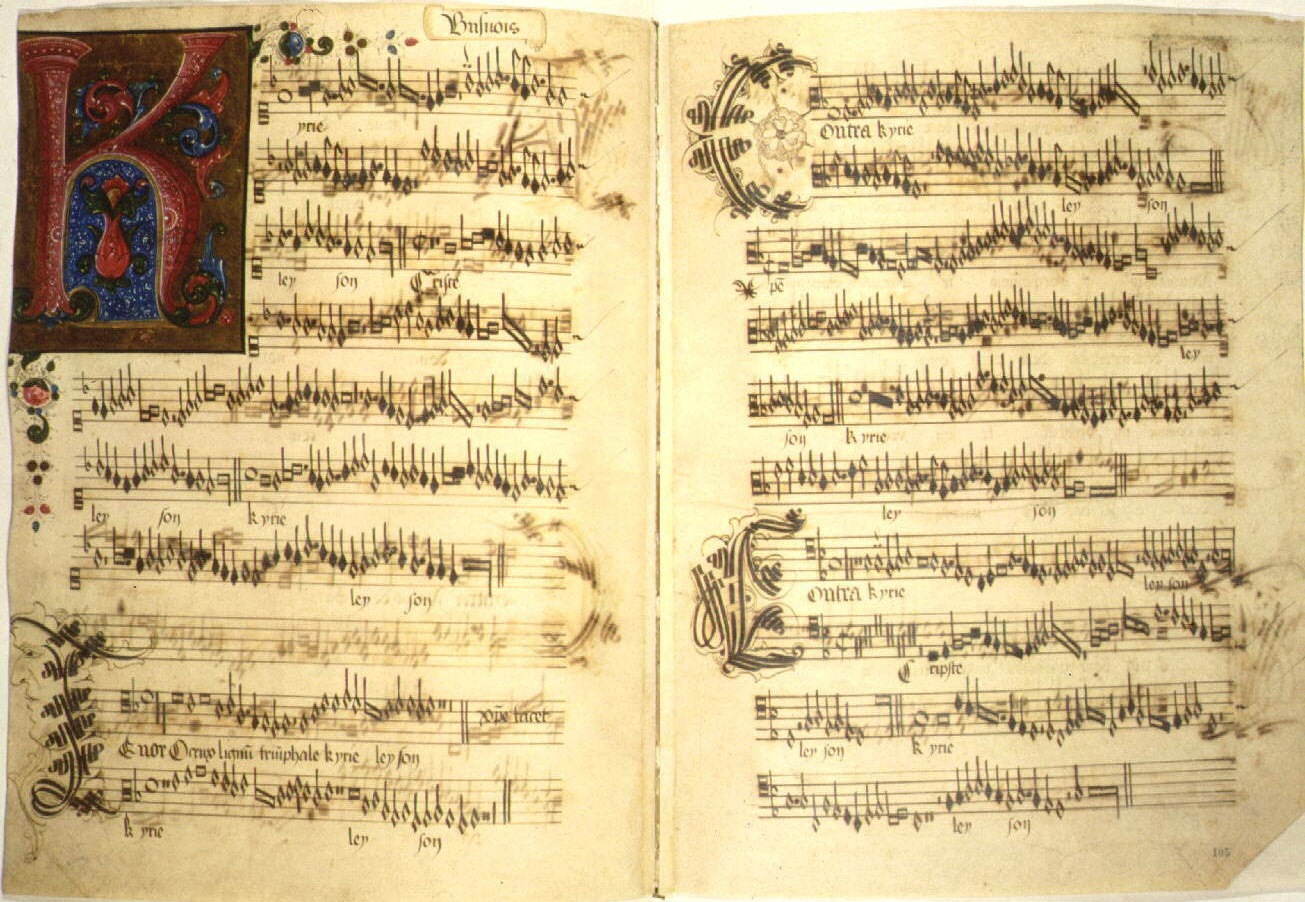
Kyrie di una messa polifonica di A. Busnoys, XV secolo. Nel manoscritto le voci sono riportate nella successione Cantus, Tenor, Contratenor altus, Contratenor bassus

La decifrazione delle fonti musicali del XIV e XV secolo richiede competenze di paleografia musicale, e oggi anche i gruppi musicali specializzati in questo repertorio usano per l'esecuzione trascrizioni in notazione moderna, che si trovano nelle edizioni critiche pubblicate dai musicologi oppure sono realizzate dagli stessi interpreti. Gli stessi manoscritti dell'epoca, peraltro, non erano destinati all'esecuzione ma alla conservazione del repertorio musicale (tutti i brani polifonici, ad esempio, sono scritti in parti separate, che spesso occupano facciate diverse dello stesso foglio).
Nella trascrizione moderna, un problema sistematico e particolarmente impegnativo deriva dall'uso della musica ficta, ossia di alterazioni (diesis e bemolli) che venivano eseguite ma non indicate nei manoscritti: pur essendovi alcuni criteri generali sull'inserimento di queste alterazioni aggiuntive, nella maggior parte dei casi sono possibili soluzioni differenti: d'altra parte, si ritrovano divergenze considerevoli nell'uso delle alterazioni nelle stesse fonti originali, ad esempio quando si possono confrontare diverse trascrizioni in intavolatura di uno stesso brano. Le alterazioni occasionali continuarono ad essere in buona parte sottintese fino a tutto il XVI secolo, ma il loro uso si evolve nel tempo di pari passo con l'emergere di un linguaggio "armonico" nella composizione musicale. Più agevole, invece, è l'individuazione del tipo di accordatura (pitagorica, mesotonica, ben temperata ecc.) appropriata in ogni epoca, giacché su questo le fonti sono abbondanti e circostanziate.
Uno degli aspetti peculiari dell'interpretazione della musica antica sta proprio nel fatto che già nell'opera di trascrizione dalle fonti originali sono necessariamente compiute alcune fondamentali scelte interpretative, di cui l'esecutore non può non essere consapevole, anche quando non è lui l'autore della trascrizione. Pertanto l'esecutore deve essere in possesso di conoscenze di tipo musicologico e paleografico; inoltre, fino a tutto il XVI secolo manca l'indicazione dell'eventuale organico strumentale. Nella musica vocale (sacra e profana) alcune parti non hanno un testo, il che fa ritenere che siano destinate a strumenti (questo problema è trattato diffusamente più sotto); nella musica strumentale, se si eccettuano le intavolature che sono destinate a uno strumento specifico, compare al più l'indicazione "per ogni sorta di strumenti". Nell'esecuzione moderna si riscontrano due tendenze distinte. Vi sono complessi strumentali costituiti con un preciso organico (ad esempio, insiemi di flauti dolci, di viole da gamba, di cornetti e tromboni, ecc.), i quali scelgono brani adatti alle tessiture dei loro strumenti, senza necessariamente tener conto della destinazione originale di tali musiche: questo riflette peraltro una prassi tipica del XVI secolo. Altri interpreti moderni perseguono invece progetti artistici e di ricerca focalizzati su singoli autori o scuole musicali, anziché su una scelta a priori dell'organico, e in questo caso l'impiego o meno degli strumenti, e la scelta di questi, si basa su considerazioni (anche soggettive) di appropriatezza storica e acustica al repertorio: si adottano pertanto organici variabili a seconda del brano. Questi due atteggiamenti producono risultati talora molto diversi: l'esecuzione di una chanson polifonica o di un mottetto con un quartetto di flauti dolci, ad esempio, produce un risultato (non solo timbrico) completamente diverso da un'esecuzione a cappella (cioè con sole voci) oppure mista (con voci e strumenti, questi ultimi scelti in base alle caratteristiche del singolo brano). Entro certi limiti, questo riflette una caratteristica propria della produzione musicale di questi secoli, in cui il concetto di "trascrizione" rispetto alla "destinazione originale" non si può applicare come si farebbe per un brano del XIX secolo.

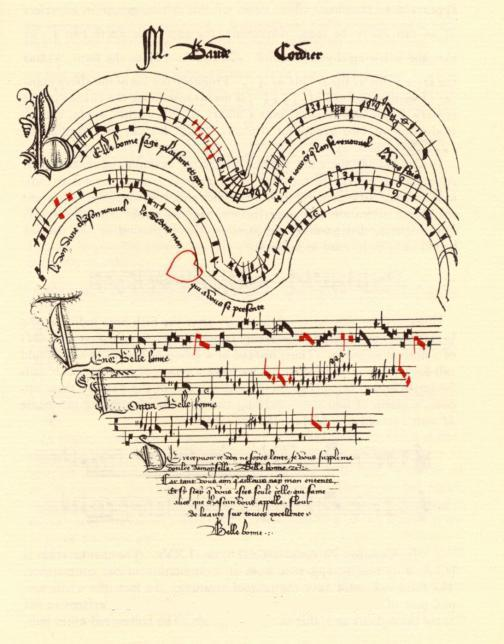
La chanson Belle, Bonne, Sage di Baude Cordier trascritta a forma di cuore nel Codice di Chantilly (fine XIV secolo), una delle principali fonti dell'Ars subtilior.

Proprio sulla base delle considerazioni di qui sopra, con la progressiva specializzazione degli interpreti, si è assistito alla nascita di una figura definita (anche nei programmi di formazione accademica) del "musicista informato", a cui si chiede, oltre ad una padronanza indubbia dello strumento, un solido bagaglio culturale, storico e anche tecnico. La tendenza negli anni più recenti è infatti quella di utilizzare direttamente fac-simili della notazione originale, o copie "pulite", ovvero trascritte mantenendo la scrittura originale. Questo perché gli ostacoli maggiori nell'interpretazione delle fonti musicali antiche nascono proprio dall'inadeguatezza della scrittura musicale moderna per rendere peculiarità ritmiche che in notazione originale risaltano immediatamente. Il caso più patente è quello della notazione manieristica italofrancese della fine del XIV, la cosiddetta Ars subtilior, ma il discorso può essere allargato alla musica di svariate epoche: ad esempio al repertorio fiammingo del XV secolo, ma anche a repertori che apparentemente si dimostrano di più semplice interpretazione, quali le frottole italiane della fine del Quattrocento e dei primordi del XVI secolo, in cui la notazione moderna, con le sue trascrizioni per battute, costringe all'uso di legature di valore assolutamente estranee al pensiero musicale dell'epoca e distrugge completamente la percezione dei diversi "cursus" retorici in uso al tempo. Senza contare che la notazione moderna, per le stesse ragioni esposte, rende meno evidenti all'esecutore le componenti proporzionali della musica del Medioevo e del Rinascimento.

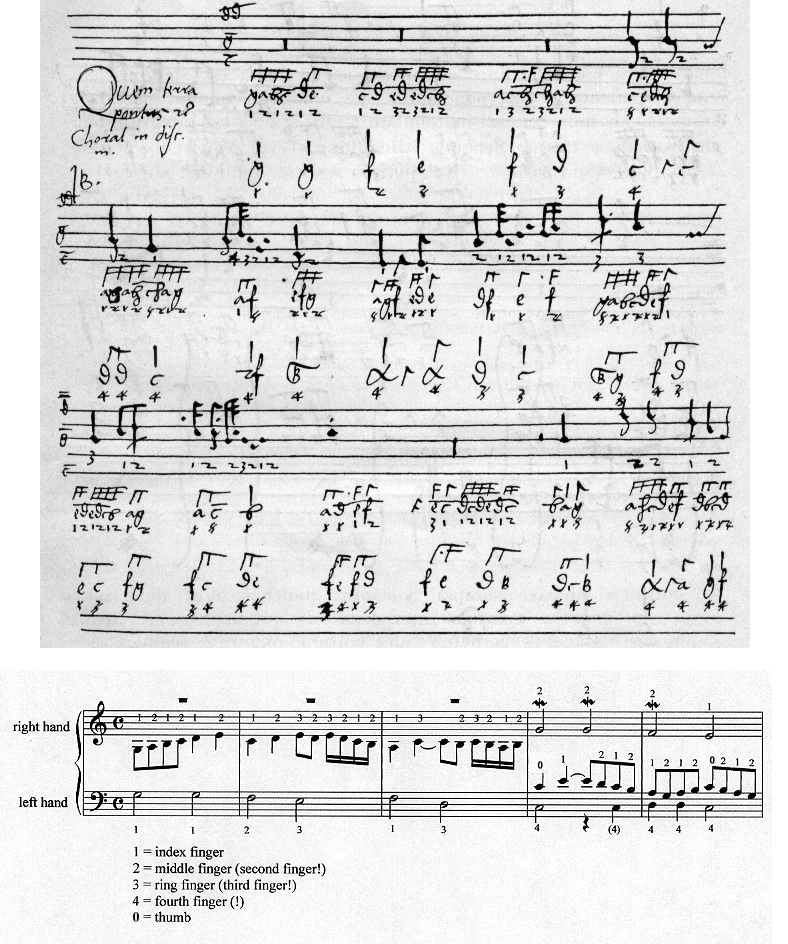
Intavolatura per organo tedesca (1525) e sua trascrizione in notazione moderna

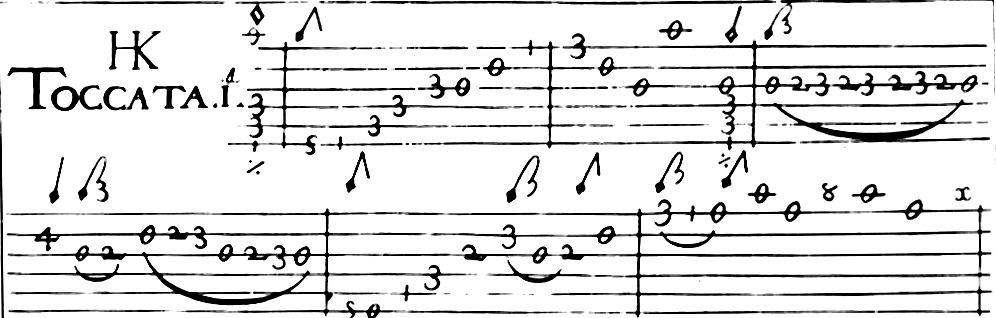
Prime battute dell'intavolatura della Toccata Prima dal Libro primo d'intavolatura di chitarone (1604) di J.H. Kapsberger (le lettere HK stanno per Hieronymus Kapsberger)

Per quanto riguarda la musica di XVII e XVIII secolo, la notazione musicale non pone veri e propri problemi di interpretazione paleografica, e dalla metà del XVII secolo non richiede alcuna opera di trascrizione (già le copie a stampa del XVI secolo possono essere usate direttamente dall'esecutore moderno, con un moderato addestramento, ma poiché tutti i brani erano scritti in parti separate, spesso si preferisce usare una moderna trascrizione in partitura). Tuttavia anche in quest'epoca si ritrovano convenzioni specifiche nella notazione del ritmo e delle formule di abbellimento, che differiscono dalle convenzioni odierne (le edizioni moderne in cui abbellimenti e fraseggi sono stati "tradotti" o inseriti di sana pianta dal revisore sono da considerarsi di interesse puramente didattico o amatoriale, e non di rado contengono vistosi errori). Gli spartiti di quest'epoca indicano con precisione l'organico strumentale a cui il brano è destinato, ma si deve considerare che tutti gli strumenti musicali avevano fino al XIX secolo caratteristiche costruttive e tecniche di emissione e fraseggio notevolmente diverse da quelle moderne.
Del bagaglio tecnico di un musicista rinascimentale o barocco faceva parte anche la capacità di improvvisare, in contesti ben definiti. Nel tardo Rinascimento era diffusa la pratica del sonare artificioso: una chanson francese o un madrigale erano eseguiti da uno strumento acuto (flauto, cornetto o violino, con l'accompagnamento di liuto o spinetta che eseguivano le altre parti), oppure da uno strumento a tastiera solo, con una straordinaria abbondanza di fioriture improvvisate dette passaggi o diminuzioni (vedi la voce Abbellimento). Similmente, i virtuosi di strumenti più gravi (in particolare la viola da gamba) usavano realizzare all'impronta passaggi virtuosistici, che attraversavano l'estensione di più voci (parti "bastarde"), sopra brani polifonici o su sequenze accordali tipiche (a loro volta mutuate da canzoni o danze di grande diffusione, come "passamezzo", "passacagli", "follia", "la gamba", "l'aria del Granduca", "la romanesca" e molte altre). Se per l'esecutore moderno della musica antica è una libera scelta quella di inserire o meno questi elementi di improvvisazione, non è invece eludibile l'intervento di realizzazione dell'accompagnamento per le sonate o cantate con basso continuo di epoca barocca. In questo vastissimo repertorio, la parte riservata allo strumento a tastiera (organo, clavicembalo, tiorba o arpa) è scritta solo limitatamente alla linea del basso, con l'aggiunta di cifre che indicano sommariamente gli accordi che devono essere realizzati; ma questi accordi possono essere eseguiti in molti modi, e di fatto la realizzazione del basso continuo implica l'aggiunta (improvvisata) alla composizione di almeno due o tre voci, per le quali si deve tener conto non solo dell'armonia, ma anche delle regole del contrappunto.
Per l'epoca barocca esistono molti trattati di tecnica dei singoli strumenti, che affrontano anche gli aspetti interpretativi, tuttavia lo spazio di intervento autonomo assegnato all'esecutore resta relativamente ampio, e può condurre - pur nel rispetto delle indicazioni fornite dalle fonti dell'epoca - ad esiti molto diversi. In anni recenti, la ricerca in questo campo si è estesa anche all'esecuzione del repertorio classico e del primo romanticismo, mettendo talvolta in discussione tradizioni esecutive consolidatesi in epoca tardo-romantica.
Sulla base di queste osservazioni si può comprendere come il concetto di "esecuzione filologica", sovente associato all'idea di "musica antica", si possa interpretare in modi molto differenti. Il criterio di "uso degli strumenti antichi" è sicuramente importante (anche se talvolta applicato con una certa disinvoltura, usando ad esempio flauti dolci e viole da gamba di modello seicentesco anche per la musica del XIV secolo), non solo per l'effetto timbrico risultante, ma soprattutto perché l'uso degli strumenti dell'epoca (e delle relative tecniche di diteggiatura, arcata, ecc.) permette spesso di risolvere dubbi interpretativi che altrimenti resterebbero senza risposta. Tuttavia il solo fatto di ricorrere all'uso di strumenti musicali storicamente attestati e di basarsi su regole enunciate nei trattati dell'epoca (trattati che sono di carattere prevalentemente teorico fino al XVI secolo) non garantisce né il raggiungimento di una qualità musicale adeguata, né la reale ricostruzione "archeologica" di un'esecuzione dell'epoca: quest'ultimo obiettivo, in particolare, è irraggiungibile sia per l'incompletezza dei dati in nostro possesso, sia perché le condizioni di ascolto e il retaggio culturale di un ascoltatore odierno sono radicalmente diversi. Quindi l'obiettivo che un'esecuzione "storicamente consapevole" può conseguire è piuttosto quello di una complessiva coerenza delle scelte interpretative ed esecutive, per offrire all'ascoltatore una lettura ben definita e comprensibile, aderente a ciò che conosciamo del contesto artistico e sociale dell'epoca, ma non privata di quegli elementi espressivi, suggestivi ed emotivi che anche nei secoli passati sono stati presenti in ogni forma musicale.
(Johann Joachim Quantz, 1752)

## Strumenti antichi
Molti strumenti antichi caddero in disuso nel corso del XVIII secolo. Altri continuarono ad essere usati, ma tutti cambiarono notevolmente le caratteristiche costruttive e la tecnica esecutiva nel XIX secolo. Gli strumenti antichi (riportati alle loro condizioni originali, nel caso di strumenti che erano stati modificati in epoche successive) o le loro copie fedeli vengono chiamati strumenti originali o strumenti storici.
La ricostruzione e l'uso degli strumenti antichi, come si è detto, costituiscono un elemento caratteristico dell'approccio odierno alla musica antica. Una tipica obiezione all'uso degli strumenti antichi è che essi sarebbero "meno perfezionati", e che se gli stessi compositori antichi avessero avuto a disposizione gli strumenti moderni avrebbero preferito questi ultimi. Quest'ultima affermazione, ovviamente, non è dimostrabile né falsificabile; è un dato di fatto, però, che con poche eccezioni (il pianoforte, il flauto traverso e la tromba) la differenza fra gli strumenti antichi e quelli costruiti a partire dal XIX secolo non deriva affatto da innovazioni tecnologiche o da una riprogettazione sulla base di nuove conoscenze, ma dall'adattamento a un diverso gusto musicale e a un nuovo contesto acustico (grandi teatri e sale da concerto). Questo non implica che un musicista di oggi non possa preferire uno strumento di concezione ottocentesca anche per eseguire musica più antica, ma giustifica il fatto che molti esecutori odierni, viceversa, trovino che l'uso degli strumenti originali permette di ottenere più facilmente e con maggiore naturalezza gli effetti che desiderano.
Qui di seguito vengono indicati gli strumenti più diffusi nelle diverse epoche, per quanto si può ricavare dalle fonti storiche e iconografiche; sono segnalati con un asterisco gli strumenti che hanno un corrispondente moderno con lo stesso nome, pur presentando marcate differenze costruttive da questo.
Nella musica medievale:
- Arpa*

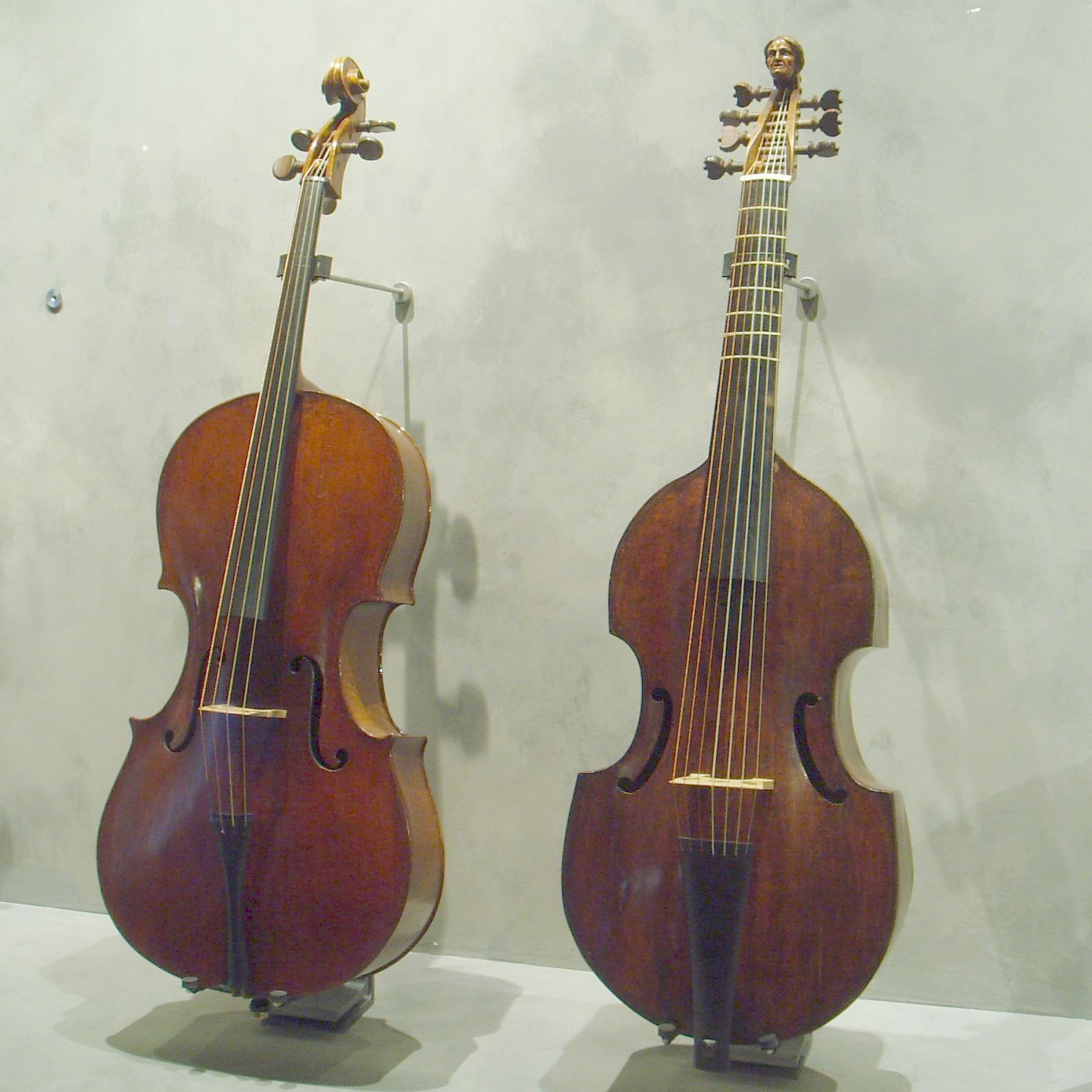
Violoncello e basso di viola da gamba, entrambi di epoca barocca.

- Bombarda (fino alla metà del XVII secolo)
- Cimbali
- Flauto dolce (fino alla metà del XVIII secolo) e flauto traverso*
- Liuto (fino alla metà del XVIII secolo)
- Organistrum, symphonia e ghironda (fino al XVIII secolo, nella musica colta)
- Organo portativo (dal XIV al XVI secolo)
- Organo positivo e organo da chiesa*
- Ribeca (dal X secolo agli inizi del XVII) e viella (dall'XI secolo agli inizi del XVI)
- Salterio (da prima del X secolo al XVIII)
- Tromba da tirarsi (dal XV al XVI secolo) e trombone*

Nella musica rinascimentale (in aggiunta ai precedenti):
- Chitarra*, vihuela e altri strumenti a pizzico
- Clavicembalo e clavicordo (dalla fine del XV secolo alla fine del XVIII)
- Cromorno e altri strumenti ad ancia incapsulata (dalla fine del XV secolo all'inizio del XVII)
- Cornetto e serpentone (dalla metà del XV secolo alla fine del XVII)
- Dulciana e altri strumenti ad ancia imboccata (secoli XVI - XVII)
- Lira da braccio e da gamba (secoli XVI - XVII)
- Tiorba, arciliuto e chitarrone (dalla fine del XVI secolo alla metà del XVIII)
- Tromba marina (dal XV secolo alla metà del XVIII)
- Viola da gamba (dalla fine del XV secolo alla metà del XVIII)
- Violino* e tutta la famiglia delle viole da braccio

Nella musica barocca, sempre in aggiunta ai precedenti:
- Chalumeau
- Corno*
- Fagotto*
- Oboe*, oboe d'amore* e oboe da caccia
- Tromba*
- Viola d'amore

Oltre al sistema di accordatura, anche l'altezza del La di riferimento cambia nel corso dei secoli, ed è assai variabile anche geograficamente. Ogni cappella aveva il suo La di riferimento: ancora nel XVIII secolo era frequente che nella stessa città si usassero due La diversi per la musica sacra e per quella profana, a distanza di un tono o più. Oggi si è più o meno standardizzato l'uso del La di 415 Hz per la musica barocca; per quella francese, tuttavia, si usa anche il La di 392 Hz (un tono sotto il La moderno) che era effettivamente impiegato in quell'area, mentre per la musica della prima metà del XVII secolo si opta per un La di 440 Hz o talvolta 460 Hz. Il motivo di queste scelte risiede nel diapason fisso della gran parte degli strumenti a fiato dell'epoca giunti fino a noi (gli originali, ma di conseguenza anche le copie utilizzate dalla grandissima parte dei musicisti); ovviamente, questo condiziona il diapason d'esecuzione. Per la musica medievale e rinascimentale ci sono numerose indicazioni che il La fosse spesso sensibilmente più alto di quello odierno, ma non c'è accordo sull'individuazione di uno standard (che in quanto tale non avrebbe alcun valore "filologico"), e sovente si usa il La di 440 Hz anche nelle esecuzioni "storicamente consapevoli".

## Canto

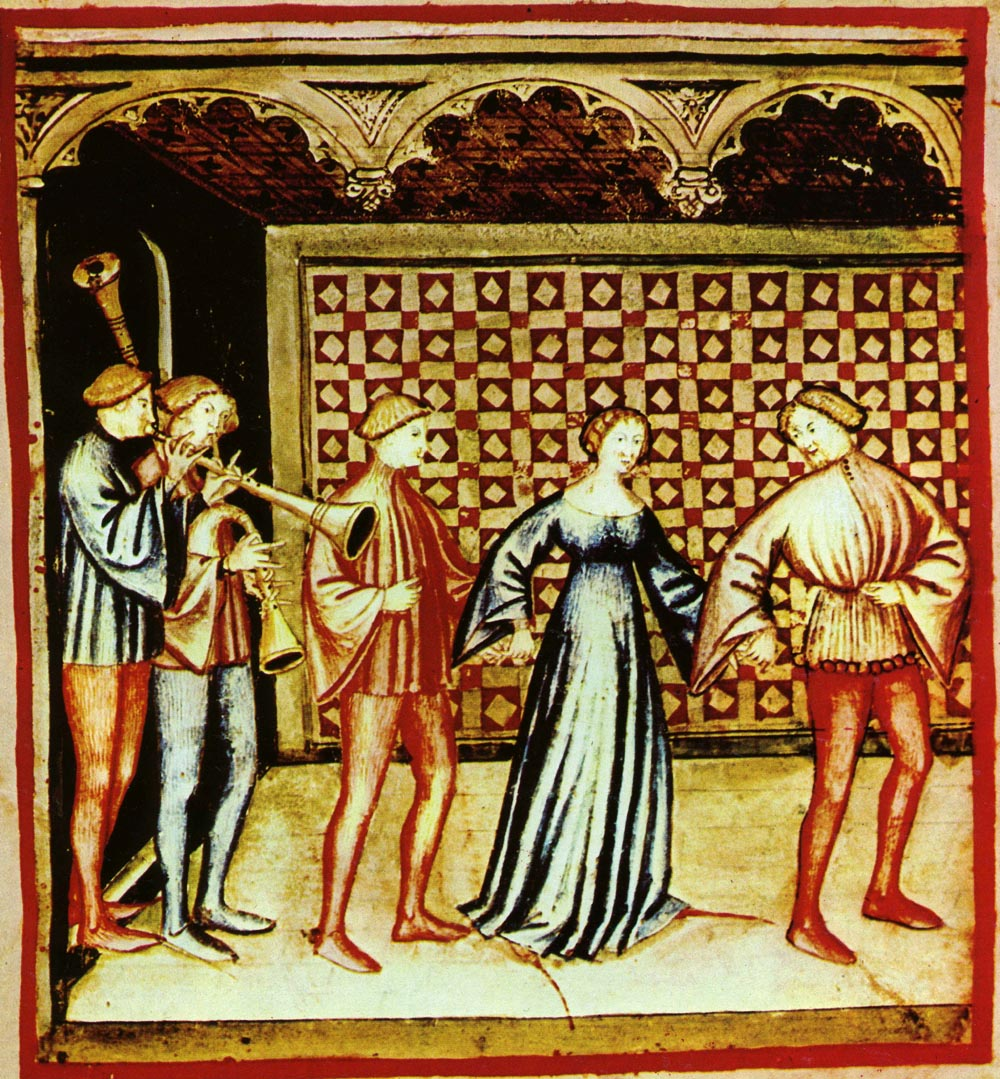
Musica e danza, illustrazione dal tacuinus sanitatis casanatensis (XIV secolo)

La voce umana riflette le caratteristiche dell'apparato vocale del cantante, ma può essere educata seguendo tecniche diverse.
L'esecuzione della musica medievale e rinascimentale richiede un'emissione molto precisa per quanto riguarda l'intonazione, il ritmo e la pronuncia delle parole; parte del repertorio contiene fioriture che richiedono una particolare agilità nell'articolazione. Per contro, non è necessaria una potenza vocale paragonabile a quella dei cantanti lirici, che anzi renderebbe problematico il raggiungimento di un equilibrio fra le voci, e con gli eventuali strumenti, nell'esecuzione della polifonia. Il repertorio prevede parti maschili (tenor e contratenor) di grande estensione, che richiedono l'uso combinato del registro di petto e di quello di testa. Le parti acute (cantus o superius) erano eseguite da voci bianche (nel fanciullo la pubertà, e pertanto la muta della voce, avvenivano in un'età molto più avanzata rispetto ad oggi) oppure da maschi adulti, che verosimilmente cantavano in voce di testa; nella musica profana erano usate anche voci femminili. Attualmente le voci acute sono per lo più affidate a donne o a falsettisti (spesso detti "controtenori", secondo l'uso anglosassone). Oggi è frequente l'esecuzione del repertorio polifonico rinascimentale da parte di gruppi corali (spesso amatoriali): queste esecuzioni, anche quando sono impostate in modo "storicamente consapevole", comportano lo specifico problema di adattare a una formazione corale moderna (costituita da soprani, contralti, tenori e bassi) un repertorio che, fino a buona parte del XVI secolo, prevede estensioni vocali diverse (in particolare, le parti di altus erano destinate a voci maschili acute, non a voci femminili gravi: non di rado la parte di altus ha estensione sovrapponibile a quella del tenor, troppo bassa per le voci femminili).
Nel tardo rinascimento iniziò l'impiego sistematico dei castrati, particolarmente in Italia, sia nella musica sacra sia nel teatro musicale. L'esecuzione moderna delle parti destinate ai castrati pone problemi soprattutto timbrici (l'estensione è infatti compatibile con voci femminili o di falsettisti particolarmente acuti). Il repertorio tardo-rinascimentale e barocco richiede doti di estrema agilità per eseguire i passaggi virtuosistici e gli abbellimenti ("gorgie") previsti: è necessaria inoltre una particolare cura della pronuncia e dell'espressione, per una resa adeguata degli "affetti musicali" che costituiscono l'obiettivo principale di questa musica. Si ritiene correntemente che nell'esecuzione della musica antica il vibrato della voce debba essere limitato alla sua misura fisiologica (nella moderna impostazione del canto lirico il vibrato viene invece espressamente potenziato).

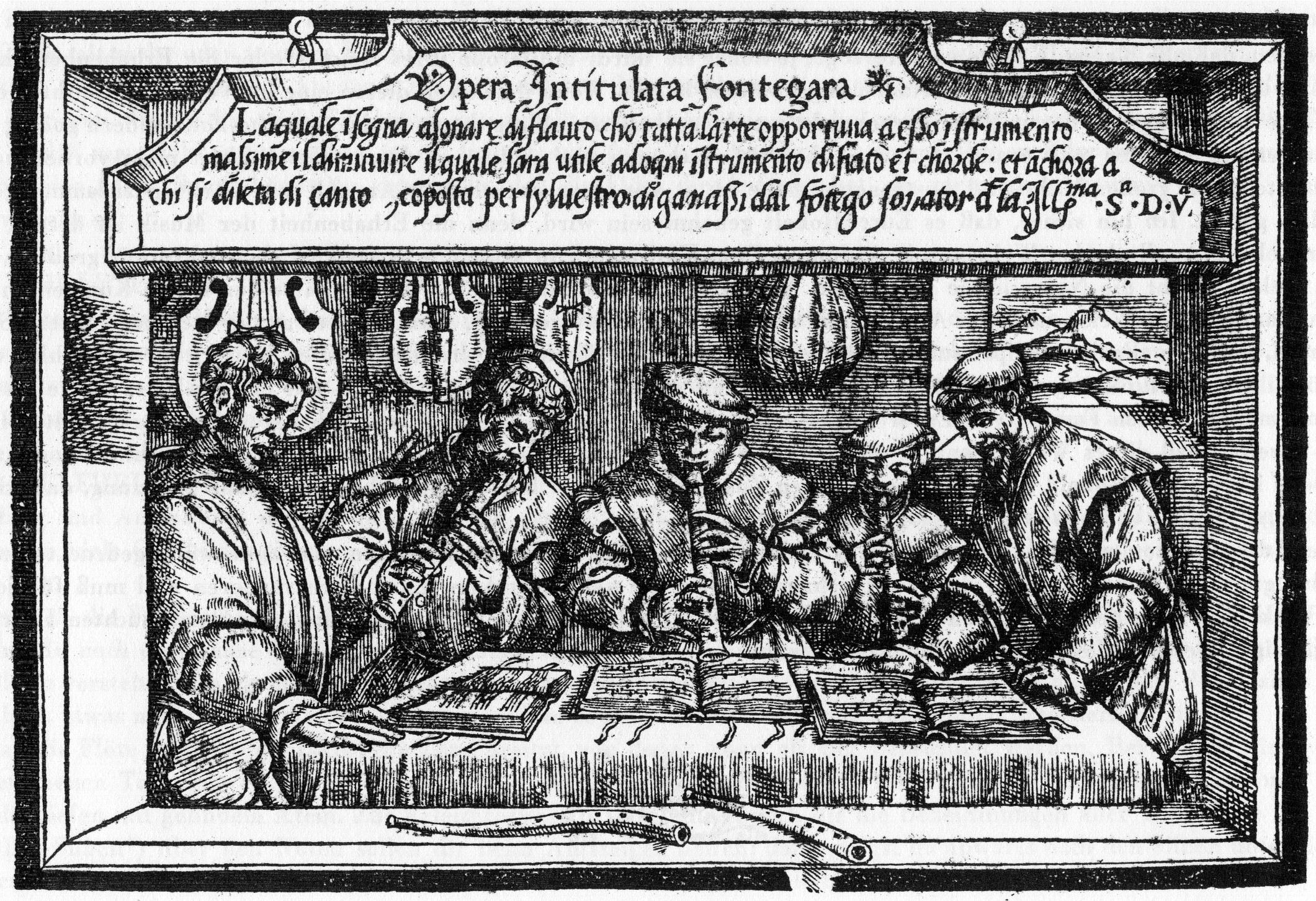
Frontespizio dellOpera intitulata Fontegara, la quale insegna a sonar di flauto con tutta l'arte opportuna... (1535)

## Fonti di riferimento per la pratica esecutiva
Per quanto si è detto, l'interpretazione della musica antica richiede una conoscenza non superficiale della teoria musicale e della notazione delle diverse epoche. Un rilievo particolare, tuttavia, assumono le opere che descrivono aspetti della concreta pratica esecutiva, e non solo le nozioni teoriche. Le fonti di questo tipo sono rarissime nel medioevo, e diventano man mano più abbondanti in epoche più vicine a noi. Fra le più rilevanti,
- Ars musicae di Johannes de Grocheo o Grocheio (Jean de Grouchy, circa 1330)
- Il trattato sugli strumenti musicali (circa 1440) di Henri Arnaut de Zwolle
- Fundamentum organisandi (1452) di Conrad Paumann
- De modo bene cantandi (1474) di Conrad von Zabern
- Musica instrumentalis deudsch (1529) di Martin Agricola
- La Fontegara (1535) e la Regula rubertina (1542) di Silvestro Ganassi dal Fontego
- Tratado de glosas (1553) di Diego Ortiz

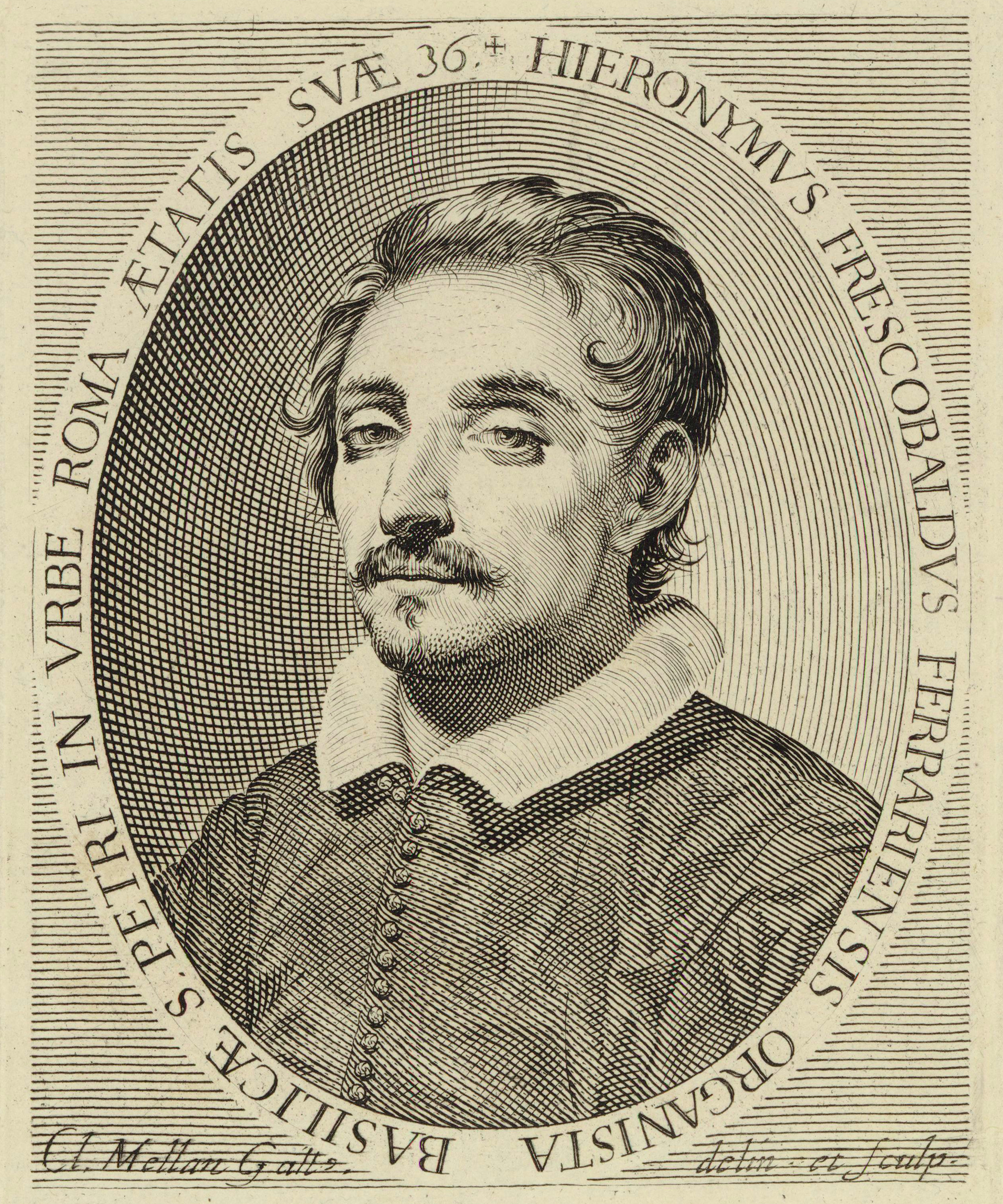
Girolamo Frescobaldi (1583-1643)

- Arte de tañer fantasía (1565) di Tomás de Santa María
- Il vero modo di diminuir (1584) di Girolamo Dalla Casa
- Ricercate, passaggi et cadentie per potersi esercitar nel diminuir terminatamente con ogni sorte d'istrumento (1585) di Giovanni Bassano
- Prattica di musica (1592) di Lodovico Zacconi
- Il Transilvano (1593) di Girolamo Diruta
- Regole, passaggi di musica, madrigali et motetti passeggiati (1594) di Giovanni Battista Bovicelli
- A Plaine and Easie Introduction to Practicall Musicke (1597) di Thomas Morley
- Della prattica musica vocale et strumentale (1601) di Scipione Cerreto
- Selva de'varii passaggi (1620) di Francesco Rognoni Taeggio
- Syntagma musicum (1614-1619) di Michael Praetorius
- La prefazione alle Toccate e partite d'intavolatura di cimbalo et organo (Libro primo, 1615) di Girolamo Frescobaldi
- Traité de l'Harmonie Universelle (1627) di Marin Mersenne
- Musica praticae praecepta brevia (1660) di Johannes Crüger
- L'Art de Toucher le Clavecin (1716) di François Couperin
- Principes de la flûte à bec ou flûte d'Allemagne, de la flûte traversière et du hautbois (1707) e L'art de préluder sur la flûte traversière (1719) di Jacques Hotteterre
- Opinioni de' cantori antichi e moderni (1723) di Pier Francesco Tosi

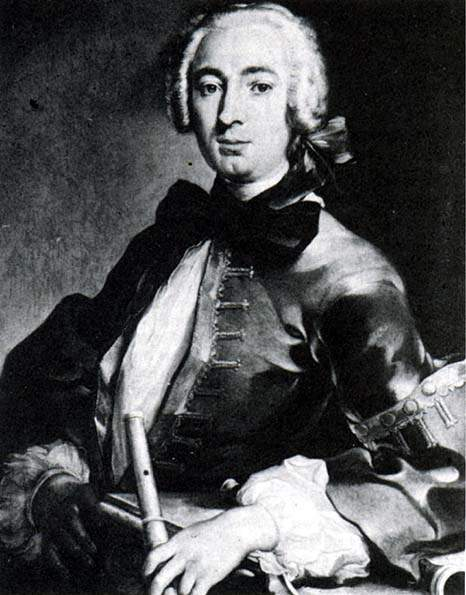
Johann Joachim Quantz (1697-1773)

- Der vollkommene Capellmeister ("Il perfetto maestro di cappella", 1739) di Johann Mattheson.
- A Treatise of Good Taste in the Art of Musick (1749) e The art of playing on the violin (1751) di Francesco Geminiani
- Versuch einer Anweisung die Flöte traversiere zu spielen ("Saggio di un metodo per suonare il flauto traverso", 1752) di Johann Joachim Quantz
- Versuch über das wahre Art das Klavier zu spielen ("Trattato sull'arte di suonare strumenti a tastiera", 1753-1762) di Carl Philipp Emanuel Bach.
- Versuch einer gründlichen Violinschule ("Trattato sulle tecniche di esecuzione sul violino", 1756) di Leopold Mozart
- Anleitung zur Singekunst (1757) di Johann Friedrich Agricola
- Regole per arrivare a saper ben suonar il Violino, col vero fondamento di saper sicuramente tutto quello che si fa, buono ancora a tutti quelli ch'esercitano la Musica siano Cantanti, o Suonatori (manoscritto senza data) di Giuseppe Tartini, parzialmente ripreso in Traité des agréments de la musique (pubblicato postumo nel 1771)

Notizie importanti si ricavano anche dalle cronache di particolari avvenimenti (feste, cerimonie) in cui sono descritte esecuzioni musicali. La quasi totalità delle informazioni sull'uso di strumenti musicali prima del XVI secolo proviene dalle fonti iconografiche.
Fra la corrispondenza epistolare di diversi musicisti, quella di Mozart è stata la più importante per il dettaglio con cui vengono citate le tecniche interpretative delle sue opere. Nel caso di Haydn e Beethoven, molti personaggi con cui vennero in contatto ebbero modo di scrivere quanto avevano discusso e appreso dai due compositori.
Alcuni documenti forniscono informazioni sorprendenti sulla pratica musicale di routine: ad esempio la lettura a prima vista al momento del concerto era pressoché la regola, come risulta da una lettera di Haydn (17 ottobre 1797) che recita:
(Haydn)

## Aspetti controversi

### La ricerca della "fedeltà storica"
Il concetto di autenticità propugnato dal movimento per la riscoperta della musica antica è stato vivacemente contestato da diversi autori, fra i quali spicca, per vis polemica e qualità delle argomentazioni, il musicologo statunitense Richard Taruskin, autore della monumentale History of Western Music, ed egli stesso direttore del complesso vocale Capella Nova specializzato nel repertorio rinascimentale. Alla polemica contro il paradigma della "fedeltà storica" Taruskin ha dedicato diversi articoli su riviste e interventi in convegni, poi raccolti nel volume Text and Act: Essays on Music and Performance. Un articolo di Taruskin sulla rivista Early Music (1984) si intitolava "Il movimento autenticista può diventare un purgatorio positivistico, letteralistico e disumanizzante". Nel successivo saggio The Pastness of the Present and the Presence of the Past, Taruskin ha scritto:
(Richard Taruskin)
L'obiettivo della critica di Taruskin non è l'uso degli strumenti antichi o il riferimento alle fonti originali e agli studi musicologici, come egli stesso ha sottolineato in un commento ad un articolo di L. Lockwood su Early Music. Le critiche di Taruskin, riferite sia al repertorio settecentesco (in particolare quello mozartiano, per il quale è possibile un confronto diretto fra esecuzioni "tradizionali" ed esecuzioni "filologiche"), sia al repertorio rinascimentale (in cui lo stretto rapporto creatosi negli ultimi decenni fra ricerca musicologica ed esecuzione ha indotto una diffusa convinzione di poter risolvere ogni dilemma interpretativo con il ricorso alle "fonti storiche"), sono essenzialmente rivolte a tre aspetti della "dottrina autenticista":
- la pretesa che si possa attribuire a un'esecuzione moderna l'appellativo di "autentica", e la pretesa di identificare il concetto di autenticità con quello, ancora più labile, di volontà del compositore;
- il fatto che l'autenticità possa costituire il principale, se non unico, elemento di valutazione critica di un'esecuzione;
- il fatto che l'applicazione letterale di quanto si trova scritto nei trattati d'epoca, e l'uso di strumenti antichi, possano (o addirittura debbano) sostituire l'opera attiva di interpretazione da parte dell'esecutore, esonerandolo dalla responsabilità delle scelte esecutive.

Taruskin ha quindi soprattutto denunciato il rischio di una deriva dogmatica e settaria all'interno del movimento per la riscoperta della musica antica, e per altri versi la tentazione di sfruttare commercialmente la "moda" dell'autenticità. Quest'ultima, secondo lo stesso Taruskin, ha di "autentico" solo il fatto di rispecchiare un'istanza culturale autenticamente modernista (o, secondo altri autori, postmodernista).
(Lewis Lockwood)
Da parte sua, il pianista e musicologo Charles Rosen ha osservato che l'incisione della musica antica con strumenti originali risente delle moderne tecniche di track editing, che permettono correzioni, effetti e bilanciamenti acustici che non potrebbero essere realizzati nelle esecuzioni dal vivo. Questa critica, peraltro, non si può applicare alla generalità delle incisioni di musica antica, e non è specifica di queste; il problema dell'esecuzione dal vivo della musica antica deriva oggi piuttosto dalla scarsa disponibilità di ambienti acusticamente adatti.
L'approccio alla musica antica affermatosi nella seconda metà del XX secolo non può essere ridotto alle sole correnti "fondamentaliste" e dogmatiche stigmatizzate da Taruskin. Si legga ad esempio come Nikolaus Harnoncourt individua gli elementi originali della sua interpretazione delle opere di Bach, in confronto alla tradizione esecutiva d'impronta romantica:

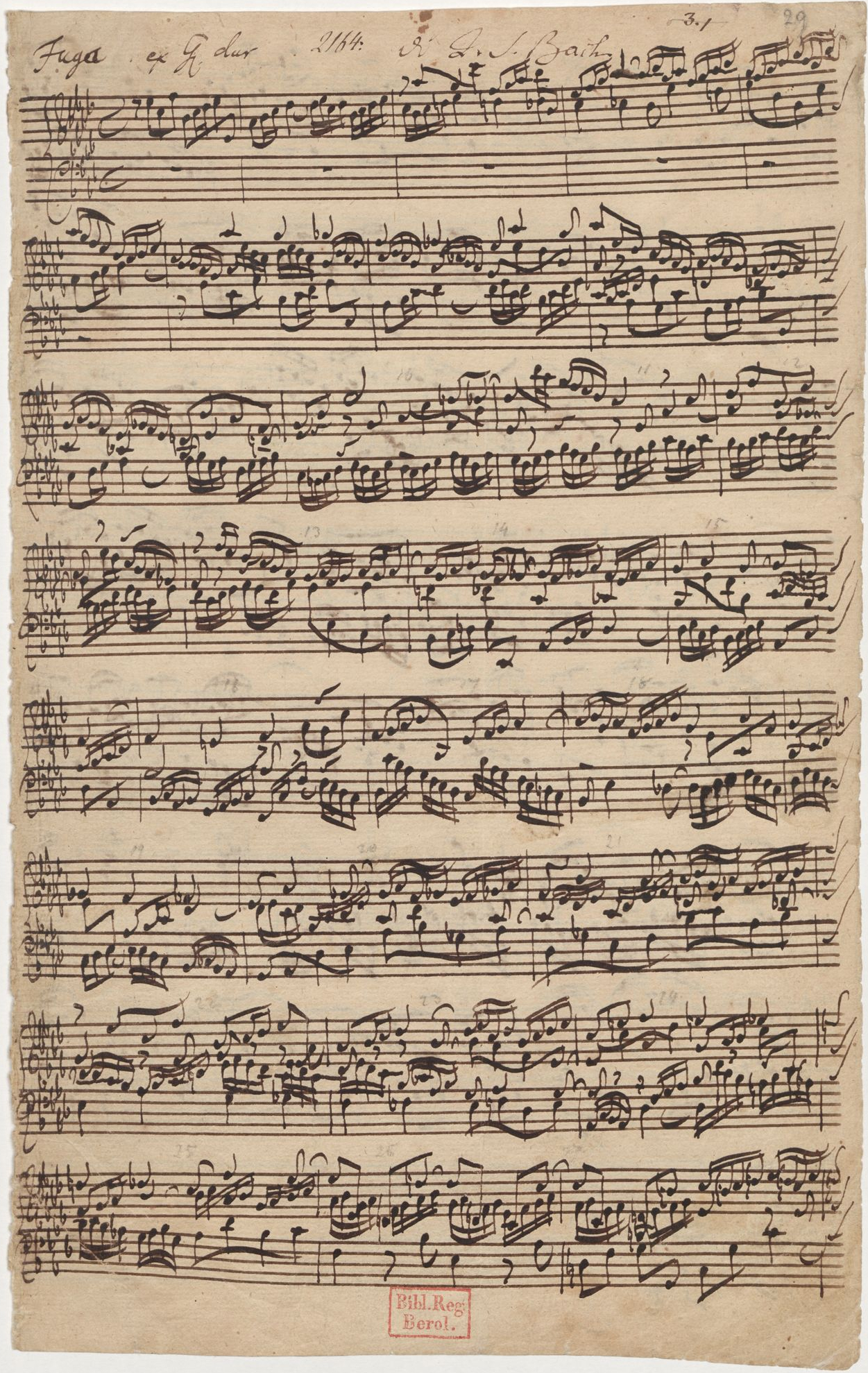
Pagina autografa da Das wohltemperierte Klavier di Johann Sebastian Bach

(Nikolaus Harnoncourt)

### L'uso degli strumenti nel Medioevo e nel Rinascimento

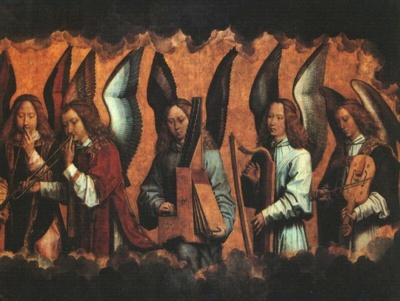
Alcuni strumenti musicali di uso corrente nel XV secolo: da sinistra, tromba da tirarsi, organo portativo, arpa, viella. Hans Memling, angeli musicanti (1485)

Fra gli stessi musicisti specializzati nell'esecuzione storicamente informata l'interpretazione delle fonti originali suscita talvolta vivaci polemiche. Una delle più significative riguarda l'uso (o meno) degli strumenti nella polifonia vocale fra il XIV e il XVI secolo. Già nei primi decenni del XX secolo, Hugo Riemann e altri influenti musicologi, constatando che nella maggior parte dei manoscritti tardo-medievali il testo risulta indicato solo in alcune parti, interpretarono questo come una chiara indicazione che le altre parti dovessero essere eseguite da strumenti. Ritennero inoltre che anche nelle parti fornite di testo, alcuni lunghi melismi privi di testo dovessero essere interpretati come incisi strumentali. Su quest'idea si basarono le esecuzioni dirette da Konrad Ruhland, René Clemencic e David Munrow. La convinzione dominante era quella esposta, ad esempio, dal curatore dell'edizione della Messa di Guillaume de Machaut per Editio Musica Budapest (1974):
(F. András Wilheim, 1974)
A partire dagli anni ottanta e novanta, alcuni influenti musicisti e musicologi inglesi (particolarmente Christopher Page e David Fallows) sostennero invece che l'esecuzione della polifonia vocale, non solo sacra ma anche profana, dovesse essere a cappella, ossia con sole voci. Il processo che ha portato questa posizione, che in un primo momento apparve quasi un'"eresia", ad affermarsi come una nuova forma di "ortodossia", è approfonditamente esaminato in un articolo di Christopher Page. Page osserva che il paradigma delle esecuzioni a cappella trovò una formulazione complessiva, più che in lavori strettamente musicologici, nelle recensori discografiche della rivista Early Music. All'inizio degli anni '80 esse iniziarono a stroncare incisioni in cui gli strumenti sembravano assumere un ruolo eccessivo e privo di fondamento storico (entrambi gli estratti delle recensioni sono citati come esempi da Page nel suo articolo):
(J. Milsom, Early Music Vol.9, No.3 (1981), p.388)
(R. J. Mitchell, Early Music Vol.9 No.4 (1981), p.565)
Nel corso degli anni '80 e '90 divennero progressivamente dominanti fra i musicisti britannici le opinioni condivise dalla maggior parte degli autori delle recensioni discografiche su Early Music, opinioni che lo stesso Page riassume in questi termini:
1) the use of instruments in performances of medieval and (some) Renaissance Mass music;

2) the use of too many instrumental colours in the performance of certain secular repertories (e.g. 14th-century French chansons and late 15th-century Spanish songs, both of which should be performed a cappella according to some
reviewers);

3) successions of short pieces, each characterized by a different instrumentation to give the music novelty and variety;

4) the practice of doubling or replacing voices with instruments;

5) the 'Arab' hypothesis which looks to certain non-Western traditions in order to evolve performing styles for medieval song;

6) extending pieces, especially medieval monophonic songs, with swathes of improvisatory instrumental material;

7) 'over-interpretation'.»
1) l'uso di strumenti nelle Messe del Medioevo e (in parte) del Rinascimento:

2) l'uso di troppi colori strumentali nell'esecuzione di alcuni repertori profani (per esempio le chansons francesi del XIV secolo e le canzoni spagnole della fine del XV secolo, generi che dovrebbero essere eseguiti a cappella secondo alcuni critici);

3) le sequenze di brani di breve durata, eseguiti ciascuno con un diverso organico strumentale, per dare un'impressione di novità e varietà;

4) la pratica di raddoppiare, o sostituire, le voci con strumenti;

5) l'ipotesi "araba", che si rivolge ad alcune tradizioni non occidentali per trarre indicazioni sullo stile esecutivo dei canti medievali;

6) le aggiunte, specialmente nei canti monodici medievali, di incisi strumentali improvvisati;

7) l'"eccesso di interpretazione".»
(Christopher Page)
Negli stessi anni, musicisti e critici continentali esprimevano posizioni diverse, ritenendo che la pratica britannica di eseguire tutto a cappella determinasse un complessivo appiattimento di un vasto repertorio su un modello sonoro eccessivamente uniforme. Nell'articolo di Page si cita un passo di una recensione sulla rivista francese Diapason:
(Olivier Opdebeeck, cit. da Cristopher Page)

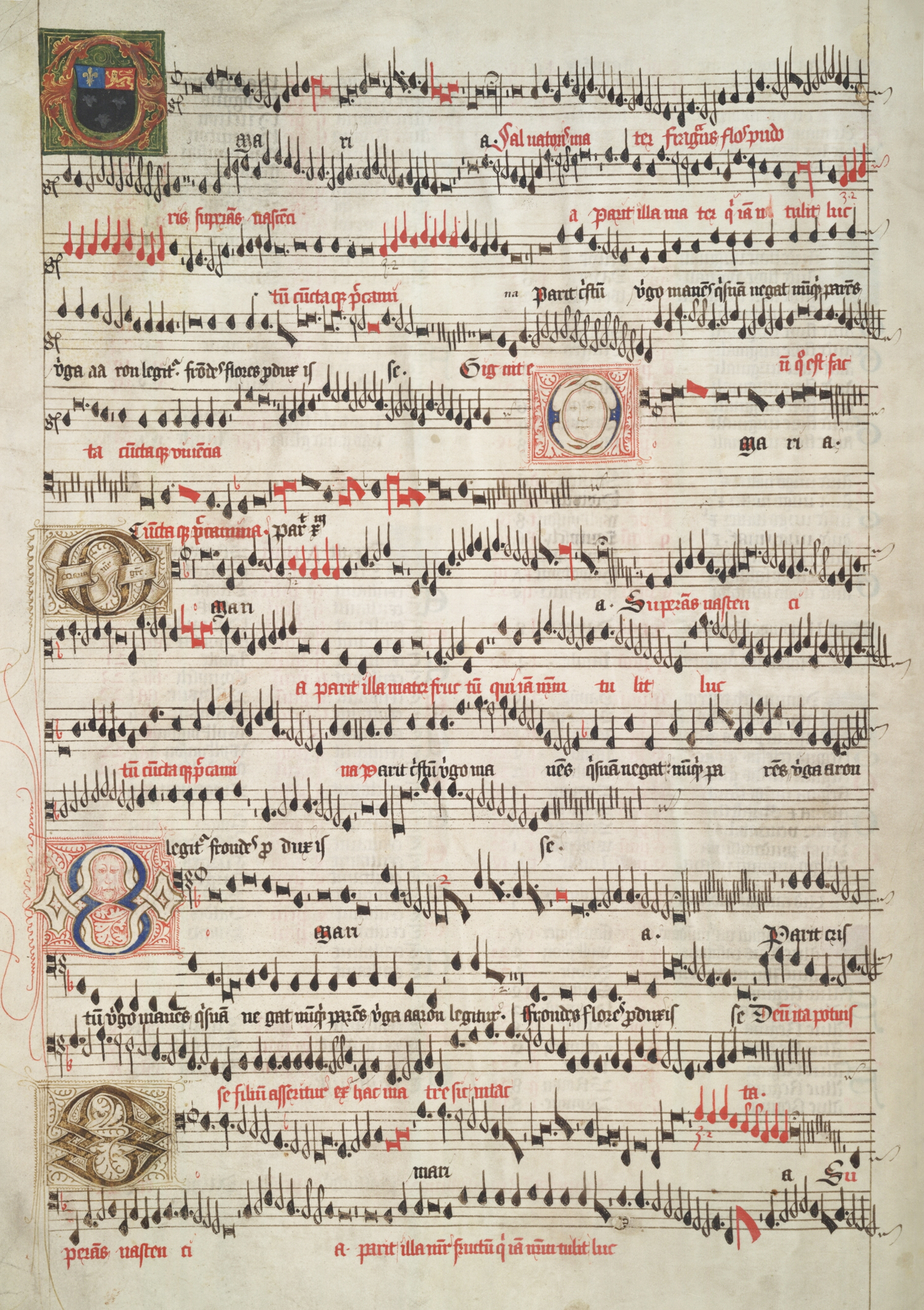
Una pagina dellEton Choirbook, 1490 circa

Anche Christopher Page concorda sul fatto che la tradizione inglese della pratica corale, nelle cattedrali anglicane e nei grandi college, ha avuto un'influenza fondamentale nell'affermarsi del paradigma delle esecuzioni a cappella. Mentre i critici di questa scuola interpretativa ritengono che in tale paradigma domini il desiderio di uniformare l'esecuzione di qualunque repertorio al modello sonoro dei cori dei college, Page e gli altri sostenitori di questo approccio sostengono che proprio l'educazione al canto corale rende disponibili ai musicisti britannici le doti di intonazione e qualità del suono che permettono esecuzioni tecnicamente "perfette" senza la necessità di inserire strumenti musicali (necessità di cui negano, d'altra parte, la fondatezza storica). Anche l'uso sistematico (non da parte di tutti i gruppi inglesi, peraltro) di voci maschili adulte (in falsetto) per le parti acute è spesso messo in relazione con il particolare successo che questo tipo di voce ebbe in Inghilterra a partire dagli anni '40 del XX secolo: il termine countertenor ("controtenore") fu di fatto "reinventato" per designare la voce di Alfred Deller, ma in alcuni gruppi inglesi specializzati nel repertorio medievale e rinascimentale (ad esempio l'Hilliard Ensemble) i cantanti indicati come "controtenori" eseguono in realtà la parte più acuta (cantus o motetus), non la voce che nelle fonti originali era designata contratenor (che ha invece una tessitura di tenore).
Dal punto di vista musicologico, la questione dell'uso degli strumenti assume aspetti diversi a seconda che si consideri la musica profana (rondeau, ballate e altri generi di musica su testi in volgare) oppure la musica liturgica (un discorso separato riguarda poi i mottetti, che fino alla metà del XV secolo costituivano un genere ben distinto dal repertorio liturgico: non sempre avevano un testo sacro, trattandosi di composizioni cerimoniali e occasionali scritte anche in onore di feste o personaggi non religiosi).

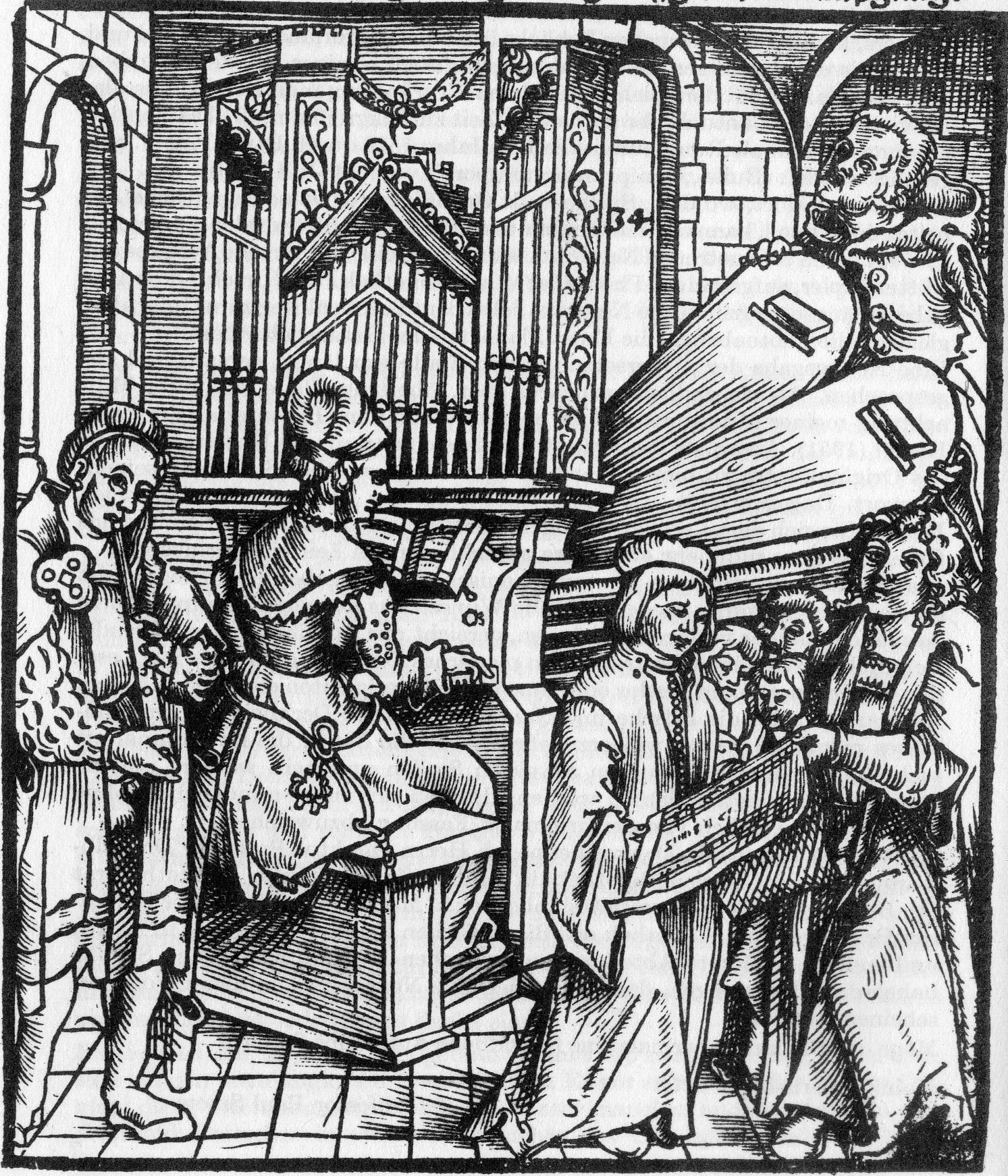
Cantori accompagnati da organo e cornetto, xilografia tedesca del 1511

Per quanto riguarda la musica liturgica, alcuni studiosi tendono ad escludere categoricamente l'uso di strumenti, sulla base del fatto che non si trova alcuna indicazione esplicita, nei manoscritti musicali o nei trattati teorici dell'epoca, che si riferisca all'uso di strumenti nella liturgia, ad eccezione dell'organo. Per quanto si desume dagli archivi delle cappelle ecclesiastiche, queste erano composte esclusivamente da cantori. È anche possibile che all'epoca musicisti arruolati in qualità di "cantori" fossero in grado di suonare uno strumento, ma non vi sono evidenze documentarie in questo senso. D'altra parte, anche nelle composizioni strettamente liturgiche (a cominciare dalle Messe) buona parte dei manoscritti non riportano il testo nelle parti inferiori, e in alcuni casi è impossibile adattare alle parti di tenor e contratenor il testo liturgico. L'idea che la polifonia liturgica dovesse essere eseguita solo dalle voci appare in contrasto con il fatto che nell'iconografia sacra del XIV e XV secolo sono frequentissimi gruppi di angeli che suonano strumenti. Nelle cronache dell'epoca si trovano inoltre affermazioni come queste:
(Ulrich von Richental, Cronaca del Concilio di Costanza, 1420)
(Giannozzo Manetti, Oratio de secularibus et pontificalibus pompis in consecratione basilicae florentinae, 1436)
Per quanto riguarda la musica profana, l'uso di voci e strumenti è ampiamente attestato dalle fonti dell'epoca. Tuttavia i musicologi inglesi hanno sostenuto, con documentate argomentazioni (in particolare attraverso l'analisi comparativa di manoscritti diversi che recano uno stesso brano, alcuni con il testo in una sola parte, altri con il testo in tutte le parti) che anche per la musica profana l'uso degli strumenti non è in generale necessario.
Christopher Page, principale esponente della scuola interpretatativa "a cappella", non solo come musicologo ma soprattutto come direttore del gruppo Gothic Voices, ha proposto in due momenti successivi soluzioni diverse per il problema dell'esecuzione vocale delle parti senza testo. In un primo momento, basandosi sull'ipotesi che i copisti medievali omettessero sistematicamente di copiare il testo sotto le parti che dovevano cantare le stesse parole della voce superiore (in effetti, in molti manoscritti medioevali le uniche composizioni in cui diverse voci riportano il testo sono quelle politestuali), ha trascritto il testo nelle voci in cui mancava, con gli adattamenti necessari a trovare posto per tutte le sillabe (in genere questo richiede di spezzare note lunghe o gruppi di note che sono notati come un singolo melisma). Successivamente Page ha sperimentato invece l'ipotesi che le parti senza testo dovessero essere cantate interamente su una singola vocale.
Dalla fine degli anni novanta la controversia fra le due scuole interpretative si è parzialmente stemperata, con la constatazione da parte dei musicologi, da ambo le parti, che le fonti dell'epoca lasciano aperte entrambe le possibilità, e sembra verosimile che gli stessi brani (anche sacri) fossero eseguiti talora a cappella, talora con strumenti, a seconda delle circostanze:
(J. G. Smith, voce Chorus nel New Grove Dictionary od Music and Musicians)
L'intera controversia, oltre ad essere molto rilevante per la vastità del repertorio interessato (gran parte della produzione musicale dei secoli XIV-XV), è decisamente istruttiva per comprendere la complessa interazione in questo campo fra moderna prassi esecutiva, ricerca storico-musicologica, abitudini ed educazione musicale caratteristiche dei diversi Paesi, influenza della critica e del mercato discografico. L'esistenza di queste controversie, da un lato, testimonia la vitalità e lo spirito di ricerca che contraddistinguono l'esecuzione storicamente informata, e d'altro lato aiuta ad affinare gli stili interpretativi permettendo di confrontare gli esiti di una varietà di approcci, anche contrastanti fra loro. Allo stesso tempo, questa molteplicità di stili esecutivi può causare un certo disorientamento da parte dell'ascoltatore meno esperto, che può essere portato ad identificare acriticamente l'immagine sonora proposta da una particolare scuola interpretativa con "il suono della musica antica" tout court.

### Saggi sull'interpretazione della musica antica in generale
- Nikolaus Harnoncourt, Il discorso musicale - scritti su Monteverdi, Bach, Mozart, Jaca Book, 1987 (trad. dall'ed. tedesca del 1984), ISBN 88-16-40188-5.
- (EN) Arnold Dolmetsch, The interpretation of the music of the 17th and 18th centuries revealed by contemporary evidence., London, Novello, 1915.
- (EN) Thurston Dart, The interpretation of music., London, Hutchinson and Co., 1954.
- (EN) Robert Donington, The Interpretation of Early Music., London, Faber and Faber, 1963.
- (EN)  Lewis Lockwood, Performance and "Authenticity", Early Music Vol.19, No.4 (1991), pp. 501–508.
- (EN)  Christopher Page, The English "a cappella" renaissance, Early Music Vol.21, No.3 (1993), pp. 452–71.
- (EN) Richard F. Taruskin, Text and Act: Essays on Music and Performance, New York, Oxford University Press, 1995, ISBN 0-19-509458-1.
- (EN) AA. VV., Companion to Medieval & Renaissance music (Tess Knighton and David Fallows, eds.), New York, Oxford University Press, 1997. ISBN 0-19-816540-4.
- (EN) Cristle Collins Judd, Introduction: Analyzing Early Music - Tonal Structures of Early Music, New York, Garland Publishing, 1998. ISBN 0-8153-2388-3.
- (EN) Margaret Bent, Introduction: Analyzing Early Music - The Grammar of Early Music: Preconditions for Analysis, New York, Garland Publishing, 1998. ISBN 0-8153-2388-3.
- (EN) John Butt, Playing with History: The Historical Approach to Musical Performance (Musical Performance and Reception), Cambridge, UK, Cambridge University Press, 12 gennaio 2008, ISBN 978-0-521-01358-1.
- (EN) Daniel Leech-Wilkinson, The Modern Invention of Medieval Music, Cambridge, UK, Cambridge University Press, 2002 (nuova ediz. 2007), ISBN 0-521-03704-2.
- (EN) Bruce Haynes, The End of Early Music: A Period Performer's History of Music for the Twenty-First Century, New York, Oxford University Press, 2007, ISBN 0-19-518987-6.
- (EN)  Harry Haskell, voce "Early Music" sul The New Grove Dictionary of Music and Musicians.

### Opere su periodi o temi specifici
- Giacomo Baroffio, Cantemus Domine gloriose. Introduzione al canto gregoriano, Urban, 2003.
- Daniel D. Saulnier, Il canto gregoriano. Storia, liturgia, tecniche di esecuzione., Piemme, 2003.
- Emidio Papinutti, Lo spirito del canto gregoriano, Urban, 2003.
- Willi Apel, Il canto gregoriano. Liturgia, storia, notazione, modalità e tecniche compositive., LIM, 1998.
- Raffaele Arnese, Storia della musica del Medioevo europeo, Olschki, 1983.
- Elena Ferrari Barassi, Strumenti musicali e testimonianze teoriche del Medioevo, Fondazione Claudio Monteverdi, 1979.
- AA. VV., L'Ars Nova italiana del Trecento, Forni, 1970.
- AA. VV., Corti rinascimentali a confronto. Letteratura, musica, istituzioni., Cesati, 2003.
- Edward E. Lowinsky, Musica del Rinascimento. Tre saggi., LIM, 1997.
- Nicoletta Guidobaldi, La musica di Federico. Immagini e suoni alla corte di Urbino., Olshki, 1995.
- AA. VV., Sigismondo d'India., Palermo, Flaccovio, 1993.
- Gustave Reese, La musica nel Rinascimento, Le Lettere, 1990.
- AA. VV., Musica sacra in Sicilia fra Rinascimento e Barocco, Palermo, Flaccovio, 1988.
- Lewis Lockwood, La musica a Ferrara nel Rinascimento. La creazione di un centro musicale nel XV secolo., Il Mulino, 1987.
- Vincenzo Caporaletti, I processi improvvisativi nella musica. Un approccio globale., LIM, 2005.
- Massimo Privitera, Arcangelo Corelli, L'Epos, 2000.
- Stefano Catucci, Bach e la musica barocca., La Biblioteca, 1997.
- Gino Stefani, La musica barocca vol. 2., Bompiani, 1988.
- (EN) Frank Hubbard, Three Centuries of Harpsichord Making, Cambridge, MA, Harvard University Press, 1965, ISBN 0-674-88845-6.
- (EN) Andrew Parrott, The Essential Bach Choir, The Boydell Press, 2000. ISBN 0-85115-786-6.